# Nodogordiospira
Nodogordiospira es un género de foraminífero bentónico de la subfamilia Hemigordiopsinae, de la familia Hemigordiopsidae, de la superfamilia Cornuspiroidea, del suborden Miliolina y del orden Miliolida. Su especie tipo es Cornuspira schlumbergeri. Su rango cronoestratigráfico abarca el Ladiniense (Triásico medio).

## Clasificación
Nodogordiospira incluye a las siguientes especies:
- Nodogordiospira conversa †
- Nodogordiospira praeconversa †
- Nodogordiospira uvaeformis †